# 黑嘴鸥
黑嘴鸥（学名Saundersilarus saundersi），是黑嘴鸥属的一种。這種鷗主要分佈於中國、日本、北韓、南韓、澳門、俄羅斯、台灣和越南。 它的自然棲地為河口水域和潮間帶沼澤。目前由于栖息地的减少，已被IUCN列为易危物种。

## 分類
與其他許多鷗類相同，它傳統上被歸類於鷗屬（Larus），但根據系統發生學的研究，一些人將其歸類於棕頭鷗屬（Chroicocephalus），而另一些人則認為其足夠獨特，可以放入單型屬黑嘴鷗屬（Saundersilarus）。 2023年，這一轉變得到了國際鳥盟的認可。
它正受到棲地喪失的威脅。其為數不多的棲地之一是鹽城濱海濕地，這裡大約擁有全球20%的種群。
黑嘴鷗英名（Saunders's gull）是以英國鳥類學家霍華德·桑德斯（Howard Saunders）命名的。

## 描述
這是一種非常小型的鷗類，長度僅33 cm（13英寸），在所有鷗類中，僅有小鷗比它更小。成鳥在繁殖季節頭部和後頸為黑色。 它的身體非常淺色，呈白色，翼呈淺灰色，尾巴有一條窄窄的黑帶。腿和短喙是黑色的，身體矮胖。非繁殖鳥類頭部和後頸呈斑駁的灰色，翅端白色，初級羽毛上有黑色標記。

## 分佈與棲地
黑嘴鷗主要在中國東部和韓國西海岸繁殖，通常在被濱藜（Suaeda glauca）覆蓋的鹽沼中繁殖。冬季，它們會遷徙至中國南部、香港、澳門、台灣、南韓、日本西南部和越南過冬。其冬季棲地為河口和水產養殖池塘，一些種群會遷徙到內陸的湖泊和沼澤地區。
在中国，黑嘴鸥的种群数量稀少，繁殖地仅在辽宁、河北、山东及江苏盐城的河口地区，越冬地分布于江苏沿海以南。其中最大的种群繁殖地在辽宁的双台河口。

## 生物學
黑嘴鷗捕食時，會在地面約十米（碼）高空飛行，迅速俯衝至合適的獵物上。它們以這種方式捕食彈塗魚、螃蟹、魚類和蠕蟲。它們也是一種盜食寄生鳥類，會從其他鳥類偷取食物。由於它們的腳部只有部分有蹼，游泳能力較差，通常停留在陸地上，並隨著潮水上漲而向海灘上方移動。
黑嘴鷗在鹽沼中築巢，巢穴只是一個簡單的地面挖掘。這些鳥類是一夫一妻制的，每對鳥佔有一塊領地。五月份會產下兩到三顆蛋，孵化期大約需要22天。成鳥和幼鳥會在十月前往它們的冬季棲地。

## 狀態
這種鷗的總數量估計為21,000至22,000隻，並且似乎正在減少。國際自然保護聯盟（IUCN）將其評定為「易危物種」。其面臨的主要威脅是棲地的退化，因為它非常依賴於以濱藜為主的鹽沼。在中國、台灣、南韓、日本和其他地區，鹽沼正被排干以用作水產養殖場。強勢生長的互花米草（Spartina alterniflora）的引入也造成了有害影響。對成鳥的干擾還會導致蛋和雛鳥的掠食增加。